# Tramway Sud de Seine-et-Marne
Le Tramway Sud de Seine-et-Marne (abrégé TSM), surnommé le « Tacot de Barbizon », est un chemin de fer secondaire sur route reliant Melun à Barbizon, via Chailly-en-Bière, et Milly-la-Forêt à Chailly-en-Bière. Il a été mis en service en 1899 et supprimé en 1938. La longueur totale de la ligne est de 34 km, dont 12 pour la portion de Melun à Barbizon et 22 pour la portion de Milly à Chailly. La ligne est presque entièrement située dans le département de Seine-et-Marne, seul le dernier kilomètre, avant Milly-la-Forêt, est situé dans l'ancien département de Seine-et-Oise.

## Histoire
La ligne du Tramway Sud de Seine-et-Marne est conçue dans le contexte du Plan Freycinet de 1878 qui a permis la construction de plusieurs milliers de kilomètres de lignes de chemins de fer secondaires en France. Dans ce cadre, les élus et les habitants des communes du sud-ouest du département de Seine-et-Marne souhaitent eux aussi disposer d'un chemin de fer d'intérêt local pour pouvoir se déplacer dans les localités voisines de Melun. Le député et maire de Melun, Marc-François Balandreau, défend ardemment le projet et écrit de nombreux articles dans les journaux pour démontrer tous les intérêts de la ligne. Balandreau met en avant la présence d'une population dense dans la région concernée, dont de nombreux agriculteurs producteurs de fruits et de légumes qui vendent leurs productions sur les marchés de Melun ou de Milly, ainsi que l’aspect touristique et économique du train qui permettra un accès aisé à Barbizon qui est déjà un lieu de promenade pour les Melunais et les Parisiens. Les industriels et les commerçants de la région soutiennent aussi ce projet car le train transportera des marchandises comme le bois, le charbon, les matériaux de construction et la farine produite par les nombreux moulins présents le long des rivières.
Plusieurs demandes de concessions d'exploitation de lignes de chemins de fer locaux reliant Milly à Melun  sont déposées au cours des décennies 1880 et 1890. Elles sont pour la plupart rejetées par le ministère de la Guerre qui craint qu'en cas de guerre trop de voies ferrées ne servent aux ennemis pour envahir Paris. La demande présentée en 1894 par M. Nabias, propriétaire à Paris, est finalement acceptée car celle-ci consiste en la réalisation d'un tramway à voie métrique. C'est le changement de qualification, tramway au lieu de chemin de fer, qui permet l’acceptation de ce projet.

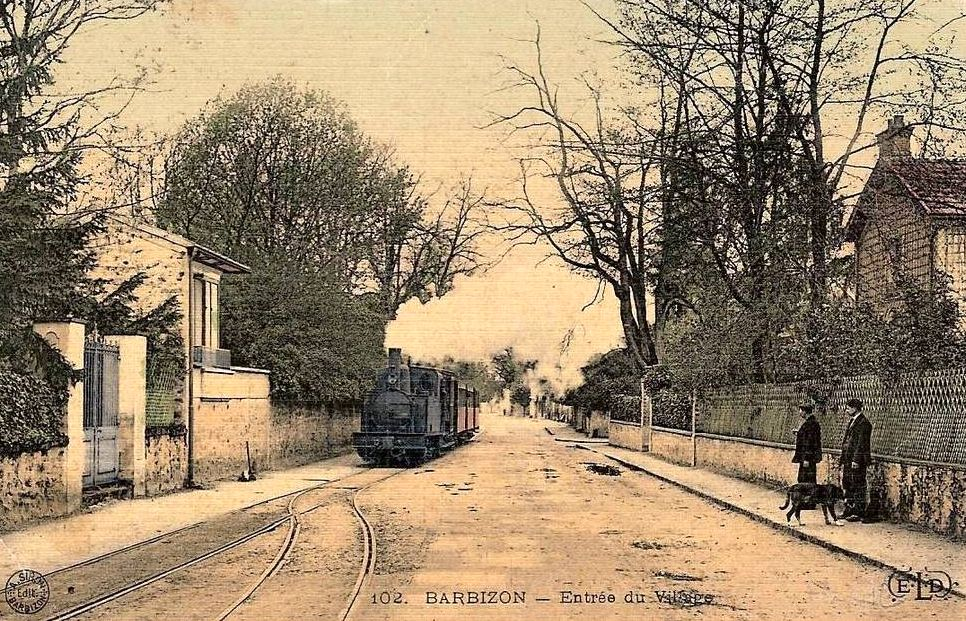
Le tramway à Barbizon entre 1900 et 1910.

Le décret du 12 octobre 1897, publié au Journal officiel du 20 octobre 1897, déclare d'utilité publique et concède au département de Seine-et-Marne la construction d'une ligne de tramway, à traction mécanique, destinée au transport de voyageurs et de marchandises entre Melun à Barbizon. Le traité de rétrocession est passé entre le département et M. Nabias.
Les travaux de construction de cette première partie de la ligne débutent en juillet 1898 ; ils durent moins d’une année. Le décret du 31 août 1898 transfert l'exploitation de la ligne à la Société anonyme des Tramways sud de Seine-et-Marne en remplacement de M. Nabias.
La ligne de Melun à Barbizon  est inaugurée le dimanche 26 mars 1899. Elle est mise en service commercial trois jours plus tard, le 29 mars 1899,.
La deuxième partie de la ligne, de Milly à Chailly, est déclarée d'utilité publique par le décret du 20 octobre 1902. Les travaux durent sept années et la ligne est mise en service le 1er avril 1910. Son inauguration officielle, initialement prévue le 29 mai 1910 n'a eu lieu qu'en septembre 1910.
Au cours de la Première Guerre mondiale, le service de la ligne est fortement réduit par décision militaire. Faute de personnel, les locomotives, les voitures et les voies ne sont plus entretenues et se dégradent. À l'Armistice, seules deux locomotives sur cinq sont en bon état. En 1921, le déficit du TSM s'élève à 140 000 francs et la ligne ne fait aucun bénéfice. La compagnie est alors reprise par la société Baert et Verney qui devient, en 1927, la Société centrale des chemins de fer et d'entreprises (SCFE).
La portion du TSM de Milly-la-Fôret à Chailly est officiellement supprimée le 31 juillet 1938. Celle de Melun à Barbizon le sera deux mois plus tard, le 30 septembre 1938. Des autocars remplacent le tramway pendant quelques années ; ils disparaissent peu à peu au cours de la guerre de 39-45 faute de carburant.
Le décret du 5 mars 1952 déclasse les lignes  de Melun à Barbizon et de Chailly à Milly. Les rails sont alors démontés, le matériel et les bâtiments des gares sont vendus séparément.

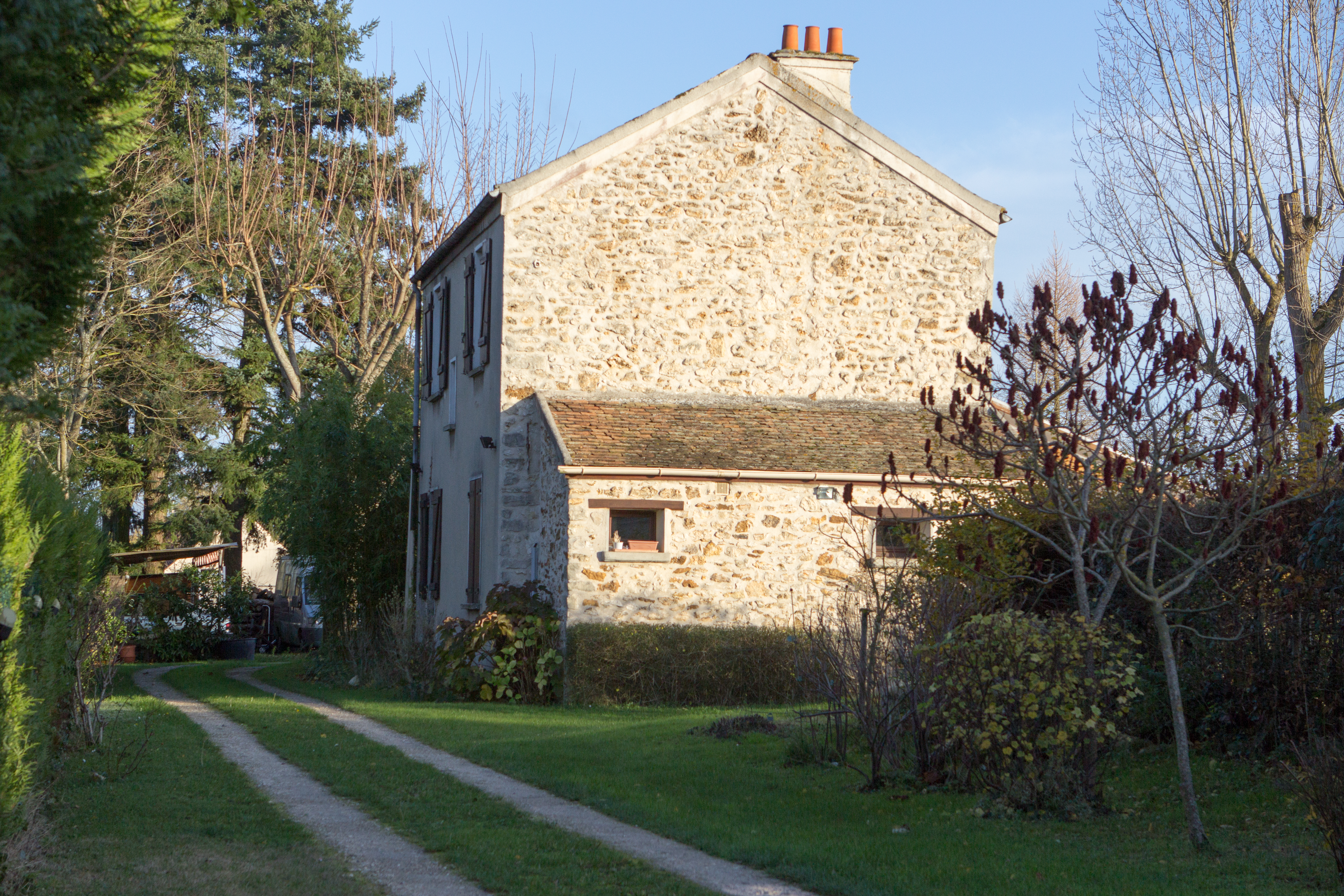
L'ancienne gare de Perthes.
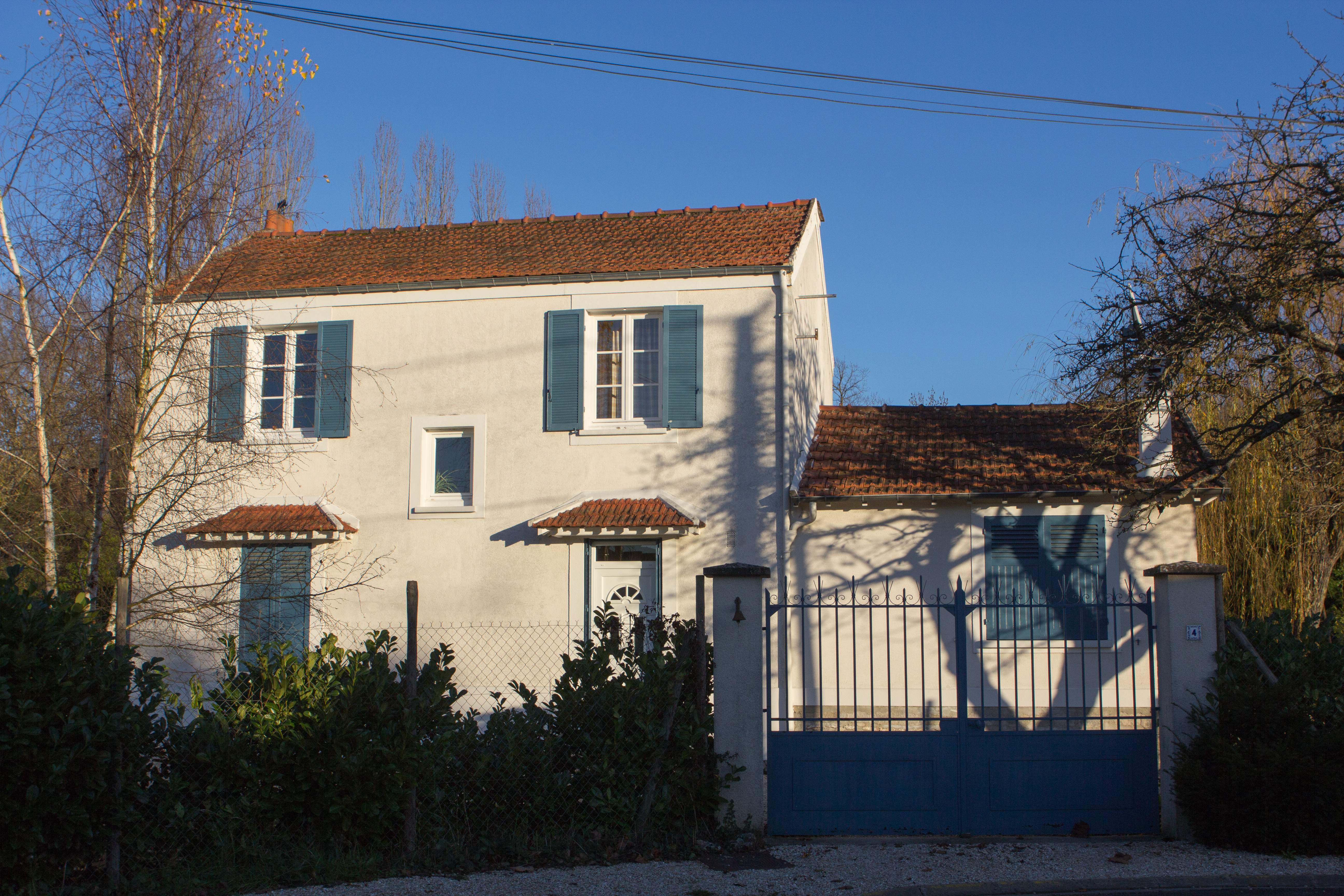
L'ancienne gare de Cély.
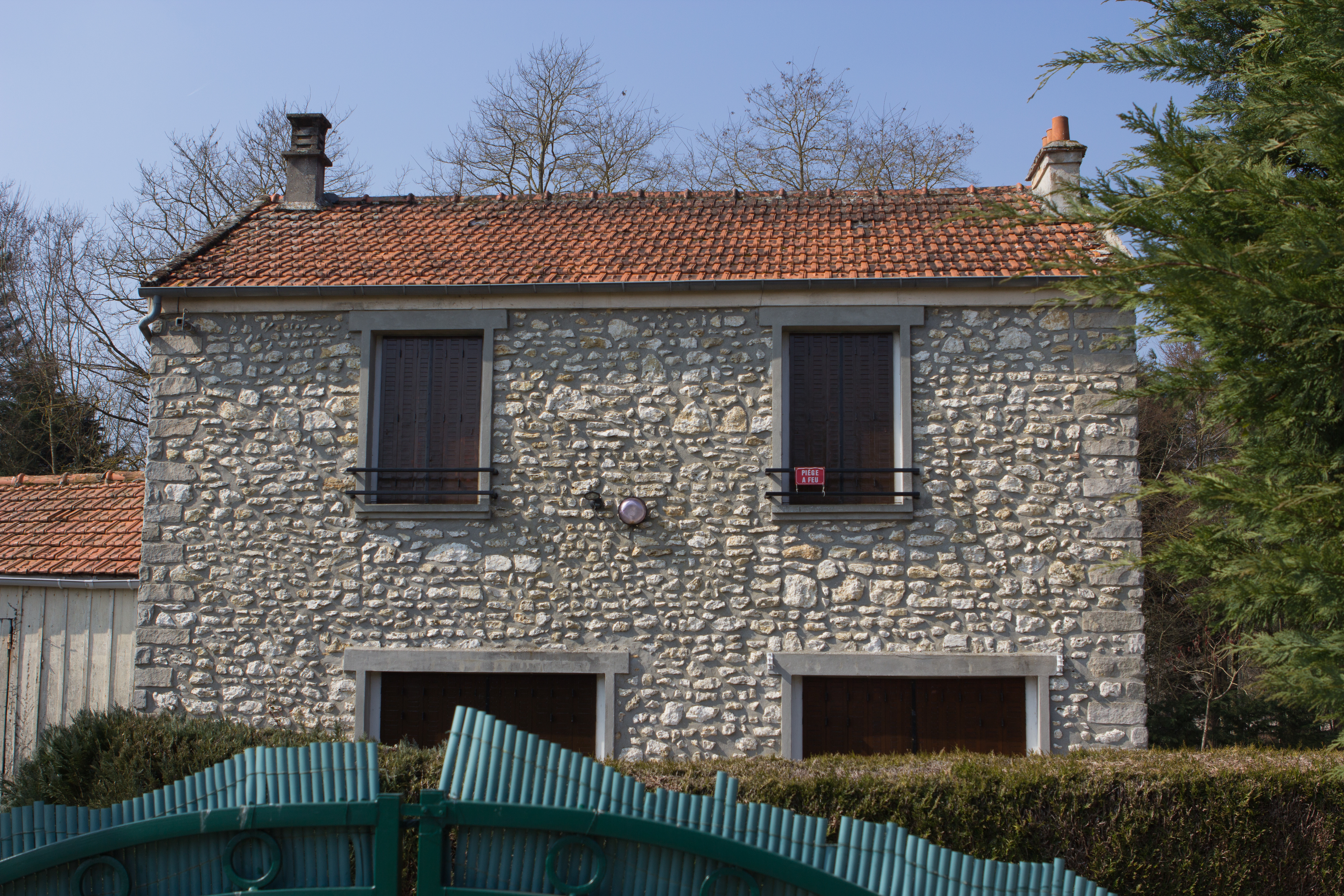
L'ancienne gare de Fleury-en-Bière.

## Tracé et gares de la ligne

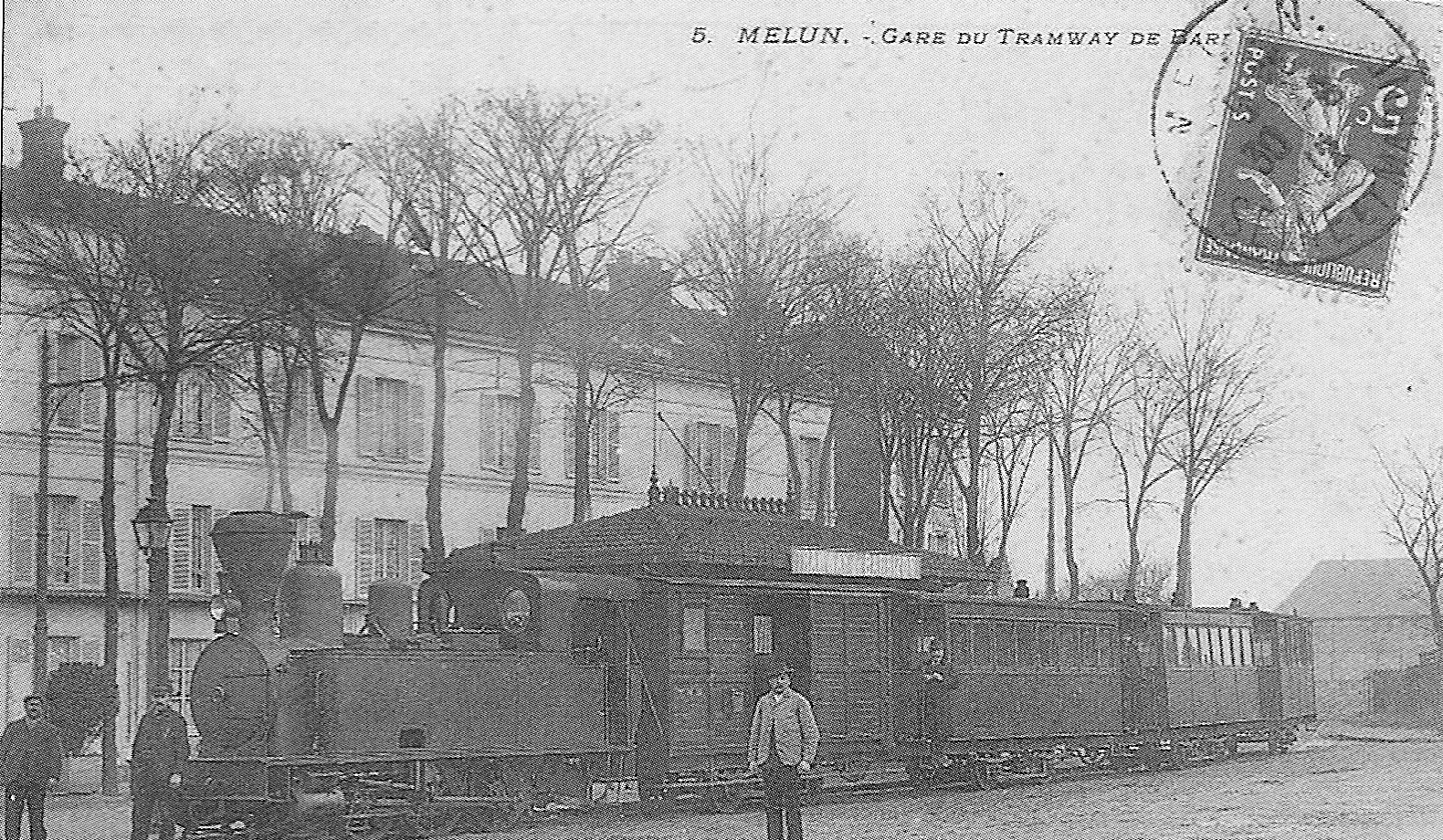
Le Tacot de Barbizon devant la gare de Melun.

Schéma du tracé du tramway Sud de Seine-et-Marne.

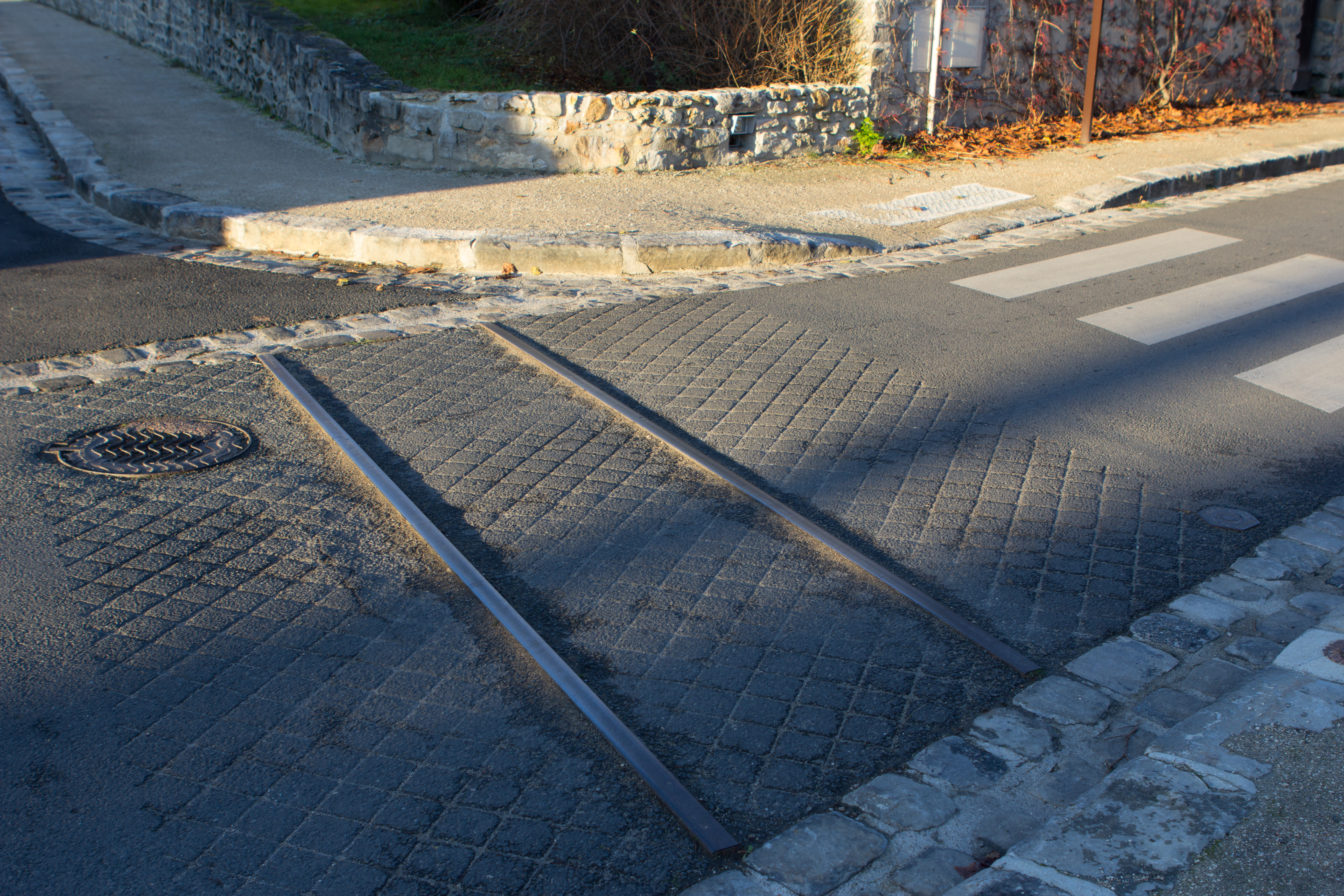
Voie du TSM reposée à Fleury-en-Bière.

La ligne du TSM a pour origine la gare de Melun. Son point de départ se situant sur la place de la gare. La ligne se dirige vers le sud en direction de Dammarie-les-Lys en empruntant le chemin de grande communication CGC 64 (actuelle route départementale RD64 du département de Seine-et-Marne) qu'elle ne quitte plus jusqu'à son terminus à Barbizon. La section de Melun à Barbizon dessert les villes de Melun, Dammarie-les-Lys, Chailly-en-Bière et Barbizon.
La section de Chailly à Milly se débranche de la section principale au sud de Chailly et se dirige vers l'ouest en direction de Perthes en empruntant un chemin vicinal. Après Perthes, la ligne prend une direction sud-ouest pour rejoindre Milly-la-Forêt en empruntant soit des chemins vicinaux, soit des chemins de grande communication, voire des routes nationales sur quelques centaines de mètres. La section de Chailly à Milly dessert les villes de Perthes, Cély, Fleury-en-Bière, Saint-Martin-en-Bière, Arbonne-la-Forêt, Noisy-sur-École et Milly-la-Forêt.
|  |   |  |   |  | Gare ou arrêt                                  | Commune               |
|  | - |  | - |  | ---------------------------------------------- | --------------------- |
|  |   |  | ● |  | Gare de Melun                                  | Melun                 |
|  |   |  | ● |  | Arrêt conditionnel du Petit-Dammarie           | Dammarie-les-Lys      |
|  |   |  | ● |  | Arrêt conditionnel du Cimetière                | Dammarie-les-Lys      |
|  |   |  | ● |  | Gare de Dammarie-les-Lys                       | Dammarie-les-Lys      |
|  |   |  | ● |  | Arrêt conditionnel Place Morand                | Dammarie-les-Lys      |
|  |   |  | ● |  | Arrêt fixe de la Glandée                       | Dammarie-les-Lys      |
|  |   |  | ● |  | Halte de Faÿ                                   | Chailly-en-Bière      |
|  |   |  | ● |  | Arrêt conditionnel de Chailly-en-Bière - Ville | Chailly-en-Bière      |
|  |   |  | ● |  | Gare de Chailly-en-Bière                       | Chailly-en-Bière      |
|  |   |  | ● |  | Arrêt conditionnel Les-Rôches                  | Barbizon              |
|  |   |  | ● |  | Arrêt fixe Barbizon - Centre                   | Barbizon              |
|  |   |  | ● |  | Gare de Barbizon                               | Barbizon              |
|  | ● |  |   |  | Gare de Perthes                                | Perthes               |
|  | ● |  |   |  | Gare de Cély                                   | Cély                  |
|  | ● |  |   |  | Arrêt fixe de Fleury-en-Bière                  | Fleury-en-Bière       |
|  | ● |  |   |  | Gare de Fleury-en-Bière                        | Fleury-en-Bière       |
|  | ● |  |   |  | Gare de Saint-Martin-en-Bière                  | Saint-Martin-en-Bière |
|  | ● |  |   |  | Arrêt conditionnel d'Arbonne-la-Forêt          | Arbonne-la-Forêt      |
|  | ● |  |   |  | Gare d'Arbonne-la-Forêt                        | Arbonne-la-Forêt      |
|  | ● |  |   |  | Arrêt conditionnel des Grandes-Vallées         | Noisy-sur-École       |
|  | ● |  |   |  | Arrêt conditionnel de la Croix-Saint-Jérome    | Noisy-sur-École       |
|  | ● |  |   |  | Gare de Noisy-sur-École                        | Noisy-sur-École       |
|  | ● |  |   |  | Gare de Milly-la-Forêt                         | Milly-la-Forêt        |

L'ensemble de la ligne du tramway est à voie unique. Les croisements s'effectuent dans les gares qui disposent d'une deuxième voie.
La ligne dispose de deux dépôts. L'un à Melun, à côté du siège de la compagnie, l'autre dans la gare de Chailly-en-Bière. Les ateliers de réparation du matériel sont aussi situés dans la gare de Chailly. Le terminus de Milly-la-Forêt dispose d'un hangar et d'une halle couverte pour les marchandises et d'une remise pour une locomotive avec une salle attenante pour héberger l'équipe du premier train.

## Matériel

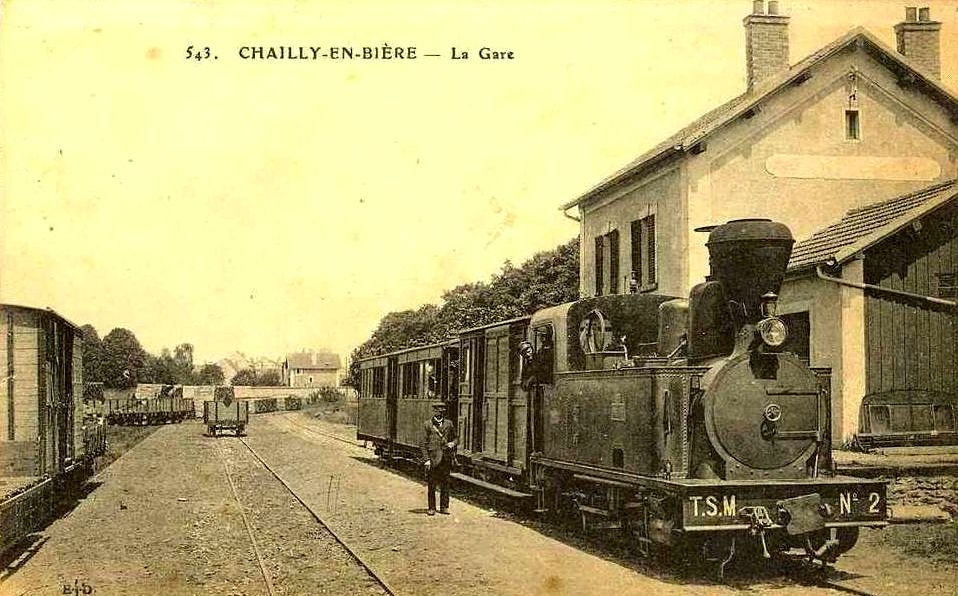
La locomotive no 2, Barbizon, en gare de Chailly-en-Bière.

À l'ouverture de la ligne, en 1899, trois locomotives à vapeur Corpet-Louvet de type 030T assurent le service du tramway entre Melun et Barbizon. Deux locomotives supplémentaires sont ajoutées en 1908 en prévision de la mise en service de la ligne de Chailly à Milly. Elles sont toutes baptisées du nom d'une des villes de la ligne.
| Numéro | Nom      | Numéro constructeur | date de livraison |
| ------ | -------- | ------------------- | ----------------- |
| 1      | Melun    | 715                 | 26/11/1898        |
| 2      | Barbizon | 714                 | 21/11/1898        |
| 3      | Milly    | 713                 | 12/11/1898        |
| 4      | Chailly  | 1177                | 24/08/1908        |
| 5      | Arbonne  | 1178                | 28/08/1908        |

Dans sa séance du 2 mai 1923, le conseil général de Seine-et-Marne décide l'acquisition de deux automotrices (dans le langage de l'époque) Baert et Verney selon le prototype déjà en service sur la ligne de Melun à Barbizon. Ce modèle unidirectionnel s'apparente à un autocar sur rails à deux essieux, avec le moteur logé sous une capote à l'avant. La commande est passée le 27 septembre contre l'avis de l'ingénieur en chef des Ponts et Chaussées, qui rappelle les mauvaises expériences faites avec le prototype. Les deux exemplaires sont répartis entre le tramway de Meaux à Dammartin et le TSM, où l'automotrice « AM 2 » arrive en mars 1924, accompagnée d'une remorque à bagages « RB 1 » à un seul essieu.
| Numéro | Numéro d'usine | Année | Poids à vide | Longueur totale | Puissance | Places ass. | Date de mise en service | Notes                  |
| ------ | -------------- | ----- | ------------ | --------------- | --------- | ----------- | ----------------------- | ---------------------- |
| AM 1   |                | 1922  | 4,85 t       | 7,25 m          | 20 ch.    | 20+8        | 1922                    | Prototype              |
| AM 2   | BV 21          | 1923  | 4,85 t       | 7,25 m          | 22 ch.    | 20+8        | mars 1924               | Type « Standard 1923 » |

Le 29 novembre 1937, une troisième automotrice, de marque Panhard BDM-1, est mise en service sur le TSM.

## Exploitation

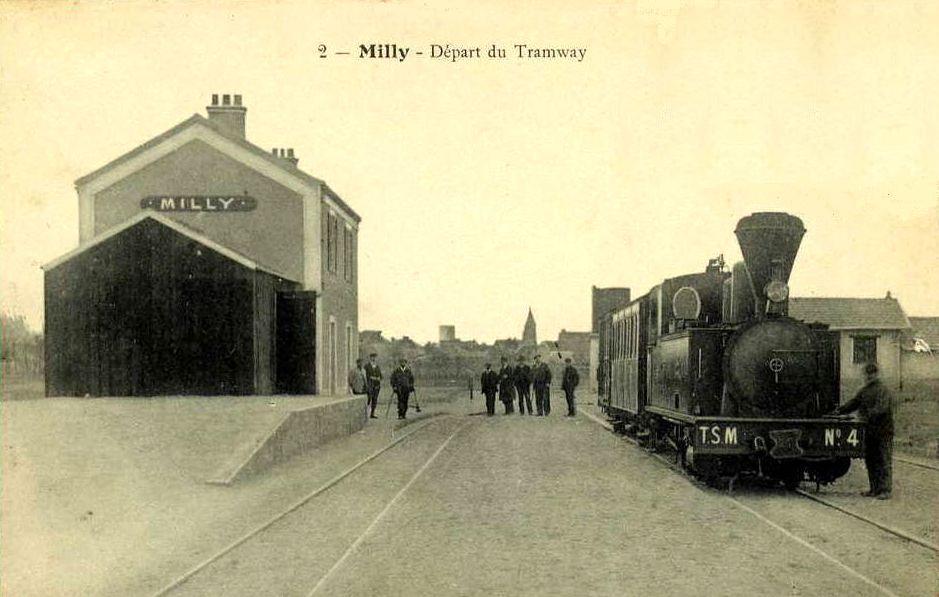
La gare de Milly-la-Forêt au début du XXe siècle.

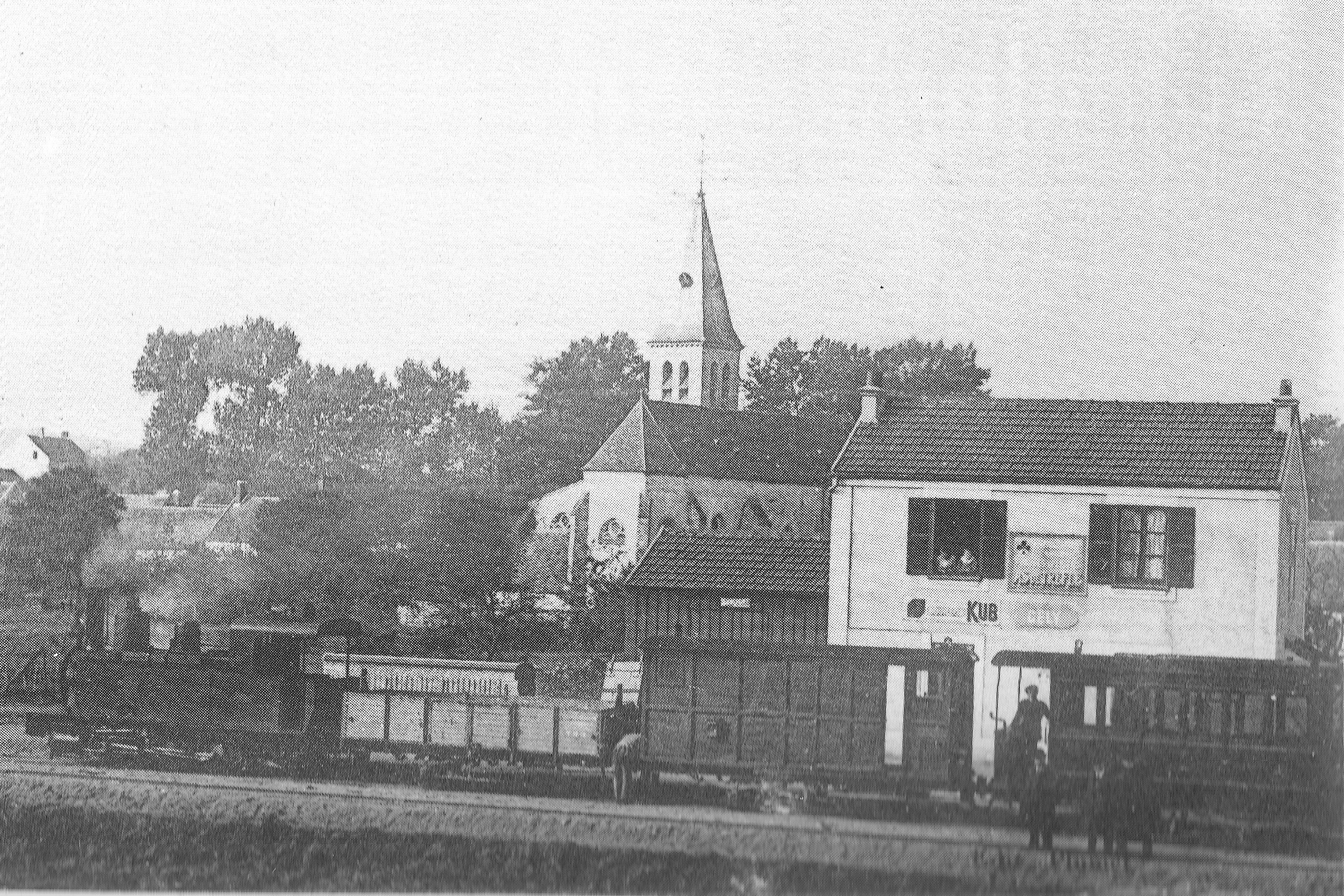
La gare de Cély au début du XXe siècle.

| Section          | 1re classe | 2e classe |
| ---------------- | ---------- | --------- |
| Melun - Dammarie | 0,30 F     | 0,20 F    |
| Melun - Chailly  | 0,90 F     | 0,55 F    |
| Melun - Barbizon | 1,25 F     | 0,75 F    |
| Melun - Milly    | 3,20 F     | 1,90 F    |

Les trains du tramway sont composés d'une locomotive et de trois à cinq voitures de voyageurs. Les voitures sont équipées de deux banquettes longitudinales en bois et ont une capacité de 25 à 30 personnes. Une plateforme, située aux extrémités des voitures, permet aux voyageurs de voyager debout ou d'entreposer de la marchandise ou des bicyclettes.
Le personnel des trains du TSM se compose en temps normal d'un chef de dépôt, de deux mécaniciens, de six chauffeurs dont trois autorisés à conduire les trains et de quatre conducteurs (chef de train). Une équipe complète est formée d'un mécanicien, d'un chauffeur et d'un chef de train. Le personnel des ateliers se compose de six ouvriers.
Les voyageurs qui empruntent le tramway aux gares de la ligne doivent être en possession d'un titre de transport avant de monter dans le train. Seuls les voyageurs qui montent aux arrêts conditionnels peuvent acheter un aller-simple auprès du chef de train.
Une correspondance est en place à Melun avec les trains de la Compagnie des chemins de fer de Paris à Lyon et à la Méditerranée (PLM) en direction ou en provenance de la gare de Lyon à Paris. Les horaires de la ligne du tramway sont établis pour permettre cette correspondance, un retard de quinze minutes est toléré pour attendre les trains en provenance de Paris.

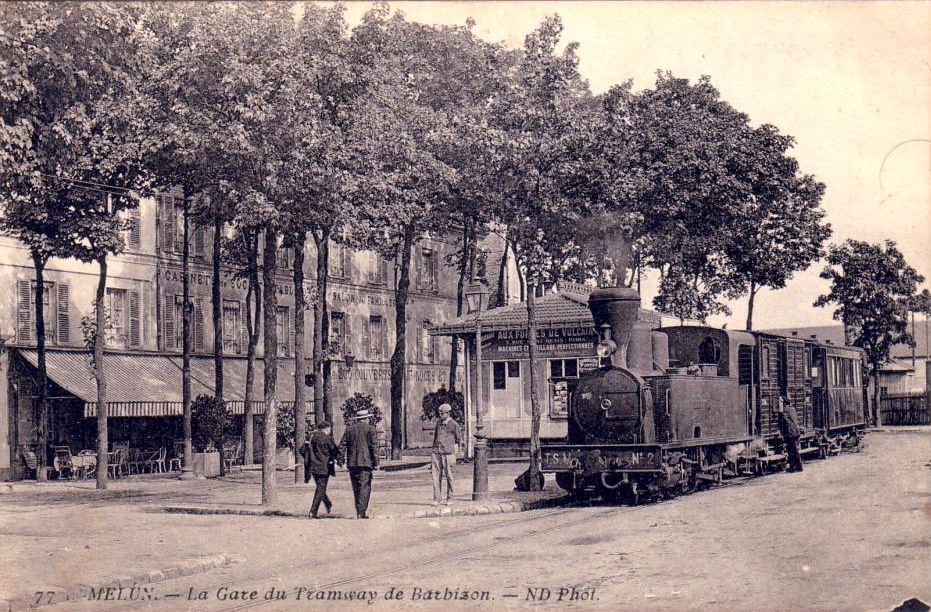
Train du TSM prêt au départ à Melun avec la locomotive no 2 en tête.

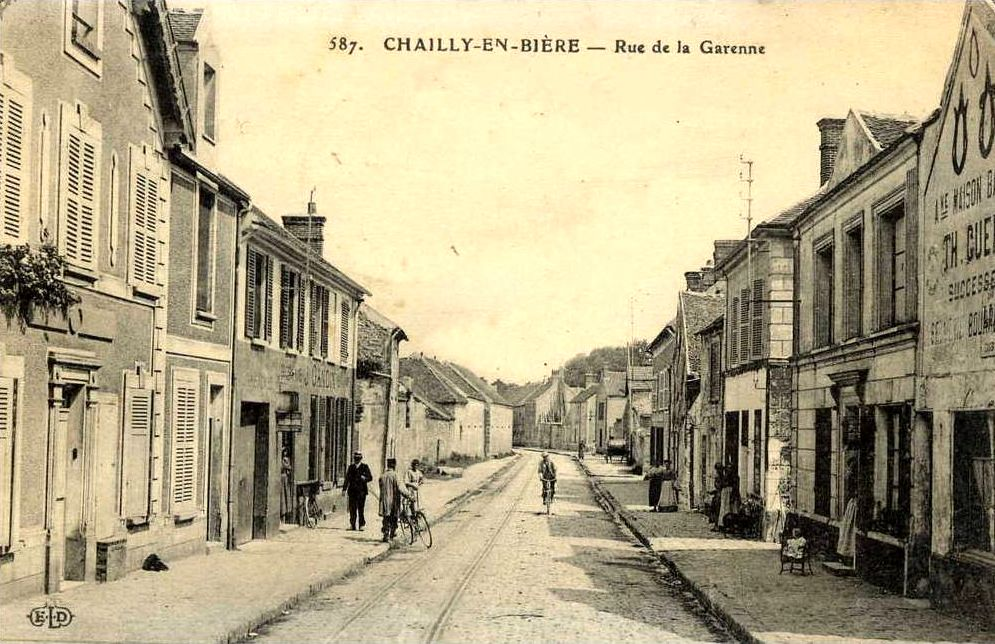
Les rails du TSM dans la rue de la Garenne à Chailly-en-Bière.

| Barbizon — Melun — Paris          |        |         |         |         |         |         |
| Barbizon-terminus (départ)        | 6 h 38 | 8 h 35  | 12 h 15 | 13 h 0  | 18 h 20 |         |
| Chailly-en-Bière - Gare (arrivée) | 6 h 50 | 8 h 47  | 12 h 27 | 13 h 12 | 18 h 32 |         |
| Chailly-en-Bière - Gare (départ)  | 6 h 52 | 8 h 47  | 12 h 27 | 13 h 12 | 18 h 37 |         |
| Dammarie - Gare                   | 7 h 10 | 9 h 5   | 12 h 45 | 13 h 30 | 18 h 55 |         |
| Melun - Gare (arrivée)            | 7 h 20 | 9 h 15  | 12 h 55 | 13 h 40 | 19 h 5  |         |
| Melun - P.L.M. (départ)           | 7 h 40 | 9 h 28  | 13 h 10 | 14 h 19 | 19 h 27 |         |
| Paris (arrivée)                   | 8 h 22 | 10 h 5  | 13 h 58 | 14 h 58 | 20 h 8  |         |
| Paris — Melun — Barbizon          |        |         |         |         |         |         |
| Paris (départ)                    | 7 h 0  | 9 h 15  | 12 h 34 | 13 h 43 | 15 h 50 | 18 h 49 |
| Melun - P.L.M. (arrivée)          | 7 h 36 | 9 h 55  | 13 h 25 | 14 h 24 | 16 h 31 | 19 h 29 |
| Melun - Gare (départ)             | 7 h 45 | 10 h 0  | 13 h 45 | 14 h 30 | 16 h 50 | 19 h 35 |
| Dammarie - Gare                   | 7 h 55 | 10 h 10 | 13 h 55 | 14 h 40 | 17 h 0  | 19 h 45 |
| Chailly-en-Bière - Gare (départ)  | 8 h 13 | 10 h 28 | 14 h 13 | 14 h 58 | 17 h 18 | 20 h 3  |
| Chailly-en-Bière - Gare (arrivée) | 8 h 13 | 10 h 28 | 14 h 13 | 14 h 58 | 17 h 18 | 20 h 3  |
| Barbizon-terminus (arrivée)       | 8 h 25 | 10 h 40 | 14 h 25 | 15 h 10 | 17 h 30 | 20 h 15 |

| Chailly-en-Bière — Milly-la-Forêt | Chailly-en-Bière — Milly-la-Forêt | Chailly-en-Bière — Milly-la-Forêt | Chailly-en-Bière — Milly-la-Forêt |  | Milly-la-Forêt — Chailly-en-Bière | Milly-la-Forêt — Chailly-en-Bière | Milly-la-Forêt — Chailly-en-Bière | Milly-la-Forêt — Chailly-en-Bière |
| Chailly-en-Bière                  | 8 h 13                            | 14 h 58                           | 20 h 3                            |  | Milly-la-Forêt                    | 6 h 5                             | 11 h 42                           | 17 h 47                           |
| Perthes                           | 8 h 20                            | 15 h 5                            | 20 h 10                           |  | Noisy-sur-École                   | 6 h 8                             | 11 h 45                           | 17 h 50                           |
| Cély                              | 8 h 26                            | 15 h 11                           | 20 h 16                           |  | Arbonne gare                      | 6 h 20                            | 11 h 57                           | 18 h 2                            |
| Fleury-en-Bière gare              | 8 h 32                            | 15 h 17                           | 20 h 22                           |  | Saint-Martin-en-Bière             | 6 h 27                            | 12 h 4                            | 18 h 9                            |
| Saint-Martin-en-Bière             | 8 h 36                            | 15 h 21                           | 20 h 26                           |  | Fleury-en-Bière gare              | 6 h 31                            | 12 h 8                            | 18 h 13                           |
| Arbonne gare                      | 8 h 43                            | 15 h 28                           | 20 h 33                           |  | Cély                              | 6 h 37                            | 12 h 14                           | 18 h 19                           |
| Noisy-sur-École                   | 8 h 55                            | 15 h 40                           | 20 h 45                           |  | Perthes                           | 6 h 43                            | 12 h 20                           | 18 h 25                           |
| Milly-la-Forêt                    | 8 h 58                            | 15 h 43                           | 20 h 48                           |  | Chailly-en-Bière                  | 6 h 50                            | 12 h 27                           | 18 h 31                           |

## Correspondances
Outre la correspondance à Melun du TSM avec les trains du PLM à destination ou en provenance de Paris, les voyageurs du tramway ont la possibilité, à partir de 1912, d'emprunter à Milly-la-Forêt les trains de la ligne de Maisse à Corbeil de la Compagnie des chemins de fer de grande banlieue (CGB). Cependant, cette correspondance n'est pas aisée car les gares des deux lignes sont séparées par toute l'agglomération milliacoise. La gare du TSM est située près de la Chapelle Saint-Blaise au sud-est de la ville, alors que la gare CGB est située à la sortie ouest de la ville.